# 한국공예디자인문화진흥원
한국공예디자인문화진흥원(韓國工藝디자인文化進興院, Korea Craft & Arts Design Foundation)은 창의적인 공예문화와 디자인문화의 확산과 진흥을 통하여 한국공예 및 디자인의 정체성을 확립하고 경쟁력을 강화하여 국민의 삶의 질 향상에 기여하기 위하여 2000년 4월 1일 한국공예문화진흥원으로 설립된 문화체육관광부 산하의 재단법인이며, 2010년 4월 한국디자인문화재단과 통합되어 2011년 기타공공기관으로 지정되었다. 서울특별시 종로구 율곡로 53 해영회관 5층에 위치하고 있으며, 서울특별시 종로구 인사동11길 8에 갤러리를 운영하고 있다.

## 주요 사업
- 공예․디자인 정책 연구․개발
- 국내외 공예․디자인 진흥사업
- 공예․디자인 전시 사업
- 공예․디자인 분야 전문인력 양성 및 재교육 사업
- 공예․디자인 상품 개발 및 유통사업
- 공예․디자인 관련 아카이브구축 및 콘텐츠 개발
- 공예․디자인 관련 서적 발간 및 출판물 판매에 관한 사업
- 공예․디자인 관련 국제교류 및 국내외 협력망 구축

## 연혁
- 2000년 4월: 재단법인 한국공예문화진흥원 설립
- 2008년 3월: 한국디자인문화재단 설립
- 2009년 12월: 한국디자인문화재단 해산 결의
- 2010년 4월: 한국공예·디자인문화진흥원 통합법인 설립
- 2011년 1월: 기타공공기관 지정 (공공기관의 운영에 관한

법률 제4조 내지6조)

## 조직

### 한국공예디자인문화진흥원장
- 이사회
- 감사
- 사무처
  - 전략기획팀
  - 경영관리팀
- 공예본부
  - 공예정책팀
  - 공예문화팀
  - 공예산업팀
  - 갤러리운영팀
- 디자인본부
  - 공공디자인정책팀
  - 공공디자인사업팀
  - 문화역서울284팀
- 전통생활문화본부
  - 전통생활문화팀
  - 전통문화산업팀
  - 전통문화콘텐츠팀
- 한복진흥센터
  - 한복문화팀
  - 한복산업팀